# طريق المعلمات (مسلسل)
طريق المعلمات مسلسل بحريني سعودي أنتج عام 2015ز

## قصة العمل
تطرح الدراما الاجتماعية الخليجية «طريق المعلّمات» حكاية مدرسات يغتربن عن مناطقهن وقراهن ويذهبن إلى قرية نائية تبعد مئات الكيلومترات، حاملاتٍ معهن قصصهن ومشاكلهن، ليجدن أنفسهن بالتالي أمام واقع صعب. وعند وصولهن إلى المكان الجديد، ستعيش كل منهن تجربة الاغتراب الخاصة بها إلى جانب زميلاتها إلى جانب الحوادث التي تتعرض لها المعلمة في السعودية

## مكان ومدة التصوير
صور العمل خلال 65 يوماً في محافظة الاحساء السعودية.

## الممثلون
- زهرة عرفات زهرة[5]
- هيفاء حسين شيخة
- أميرة محمد زينب
- شيماء سبت سلمى
- مروة محمد منال
- إلهام علي حكيمة
- شفيقة يوسف أم فهد
- إبراهيم الحساوي أبو فهد
- محمد الحجي
- عبد الله الحسن. فهد
- سعيد الصالح. محمد
- نور حسين